# Andrew Carnegie
Andrew Carnegie (/ kɑrneɪɡi / kar-Nay-gee, ali najčešće / kɑrnɨɡi / KAR-nə-gee ili / kɑrnɛɡi / kar-neg-ee, Dunfermline, 25. studenog 1835. - Lenox, Massachusetts, 11. kolovoza 1919.) bio je škotsko-američki industrijalac koji je predvodio veliku ekspanziju američke industrije čelika u kasnom 19. stoljeću. On je također bio jedan od najistaknutijih dobrotvora svog doba. Njegov članak "Bogatstvo" iz 1889., poznat i kao "Evanđelje bogatstva" (The Gospel of Wealth) ostaje formativno-savjetodavni tekst za one koji teže filantropskom načinu života.
Carnegie je rođen u Dunfermlineu, u Škotskoj, a odselio se s roditeljima u SAD 1848. godine. Prvo je radio kao telegrafist, da bi oko 1860. započeo ulagati u željeznice, željezničke spavaće vagone, mostove i naftne dizalice. Izgradio je daljnje bogatstvo kao trgovac obveznicama, prikupljajući novac za američke poslove po Europi. U Pittsburghu je izgradio poduzeće Carnegie Steel Company, koje je godine 1901. prodano JP Morganu za 480 milijuna dolara te je stvorena US Steel Corporation.
Carnegie je posvetio ostatak svog života dobrotvornim aktivnostima, s posebnim naglaskom na lokalne knjižnice, svjetski mir, obrazovanje i znanstvena istraživanja. Uz bogatstvo od poslovanja, izgradio je koncertnu dvoranu Carnegie Hall i osnovao Carnegie Corporation u New Yorku, Carnegie zakladu za međunarodni mir, Carnegie Institut za znanost, Carnegie zakladu za sveučilišta u Škotskoj, Carnegie Hero fond, Carnegie Mellon i Carnegie muzeje u Pittsburghu, među ostalima. Njegov život je često spominjan kao prava priča "od krpa do bogatstva".
Časopis Forbes je 2008. procijenio njegovo bogatstvo u trenutku smrti na 298,3 milijardi današnjih američkih dolara što ga čini jednim od najbogatijih Amerikanaca, kao i najbogatijih osoba uopće u povijesti.

## Vanjske poveznice
- Zavičajni muzej Andrewa Carnegieja u Dunfermlineu (engl.)
- Autobiografija Andrewa Carnegieja na Projektu Gutenberg (engl.)